# Casey Laulala
Casey Laulala (Apia, 3 maggio 1982) è un ex rugbista a 15 e allenatore di rugby a 15 neozelandese di origine samoana, che giocava nel ruolo di tre quarti centro e che vanta 2 presenze internazionali per gli All Blacks.

## Biografia
Nato nelle isole Samoa, Laulala si recò in Nuova Zelanda per frequentare il Wesley College nei pressi della cittadina di Pukekohe; come altri giocatori che frequentarono la stessa scuola (Jonah Lomu, Sitiveni Sivivatu e Stephen Donald) fece il suo debutto nel professionismo nella squadra di Counties Manukau.
Nel 2003 Laulala firmò un contratto con Canterbury, club con il quale disputò 6 edizioni del campionato nazionale delle province, vincendolo in tre occasioni. Negli stessi anni disputò anche il Super Rugby con la franchigia dei Crusaders, trionfando in tre edizioni (2005, 2006 e 2008) e segnando l'unica e decisiva meta nella finale del 2006 vinta contro gli Hurricanes.
Terminata l'Air New Zealand Cup del 2009, Laulala decise, anche per via della folta concorrenza per la maglia All Blacks, di terminare la sua avventura neozelandese e firmò un contratto che lo legava ai Cardiff Blues in Pro12. Con la compagine gallese giocò tre stagioni conquistando un unico trofeo, la European Challenge Cup 2009-2010. 
Nel 2012 Laulala si trasferì a Munster sempre in Pro12, dove disputò solamente due stagioni.
La sua permanenza nel campionato di Pro12 terminò definitivamente nel 2014 quando firmò per il Racing 92, squadra del massimo campionato francese che Laulala vinse con il club parigino nella stagione 2015-2016; lo stesso anno perse la finale di European Rugby Champions Cup.
Laulala fu chiamato per la prima volta negli All Blacks da Graham Henry, allora allenatore della nazionale neozelandese, per il tour in Europa del 2004; durante quest'ultimo ottenne la sua prima presenza nella vittoria con il Galles e giocò anche nella vittoriosa partita (non valida per l'assegnazione del cap internazionale) contro i Barbarians. Disputò la sua seconda e ultima partita con gli All Blacks nel 2006 contro l'Irlanda durante il tour oceanico di quest'ultima e poi, complice anche la sua partenza per l'Europa, non fu più convocato.

## Palmarès
- Campionati francesi: 1
Racing Métro 92: 2015-16
- Super Rugby: 3
Crusaders: 2005, 2006, 2008
- National Provincial Championship: 3
Canterbury: 2004, 2008, 2009
- Challenge Cup: 1
Cardiff Blues: 2009-10